# Pak Chol-ryong
Pak Chol-ryong (* 3. November 1988) ist ein nordkoreanischer Fußballspieler.

## Karriere
Pak kam im Sommer 2008 zum Schweizer Zweitligisten FC Concordia Basel. Der Transfer kam durch die Kooperation einer Firma namens Friends of Korea, deren Teilhaber Concordia-Präsident Glaser ist, mit dem nordkoreanischen Fußballverband zustande. Laut dieser Kooperation besitzt das Unternehmen die Transferrechte für Europa an allen A-Nationalmannschafts- und Olympiaauswahlspielern Nordkoreas.  Neben Pak wurde auch dessen Landsmann Kim Kuk-jin verpflichtet, beide unterzeichneten einen Vertrag über drei Jahre. Die beiden wurden vom früheren nordkoreanischen FIFA-Schiedsrichter Son O-il betreut. Nachdem sich Concordia bereits am Saisonende aus dem Schweizer Profifußball zurückgezogen hatte, kehrte Pak nach Nordkorea zurück.
Pak nahm 2005 als Spieler der Kigwancha Sports Club mit der nordkoreanischen U-17-Auswahl an der U-17-Weltmeisterschaft in Peru teil. Er kam beim Achtelfinaleinzug zu einem Kurzeinsatz. 2008 stand er im Aufgebot der nordkoreanischen A-Nationalmannschaft beim AFC Challenge Cup in Indien und kam während des Turniers zu zwei Einsätzen.